# 京士柏遊樂場
京士柏遊樂場（英語：King's Park Recreation Ground）位於九龍油麻地京士柏道23號，其中一入口與伊利沙伯醫院相連，由康樂及文化事務署管理。

## 設施
- 2個籃球場
- 6個網球場

## 開放時間
- 網球場、籃球場開放時間：每天07:00-23:00

## 禁煙安排
此場地全面禁煙。

## 外部連結
- 官方網頁（页面存档备份，存于）